# Lannea tibatensis
Lannea tibatensis är en sumakväxtart som beskrevs av Adolf Engler. Lannea tibatensis ingår i släktet Lannea och familjen sumakväxter. Inga underarter finns listade i Catalogue of Life.